# Carl-Eric Ekman
Carl-Eric Ekman, född 18 maj 1919 i Kungsbacka, död 4 september 1982 i Onsala församling i Hallands län, var en svensk väg- och vattenbyggnadsingenjör.
Ekman, som var son till plåtslagarmästare Elon Ekman och Greta Blomgren, utexaminerades från Chalmers tekniska högskola 1944. Han blev biträdande ingenjör på Göteborgs stads gatukontor 1944, biträdande stadsingenjör i Värnamo stad 1945, var gatuingenjör och chef för gatukontoret där 1946–1950, förste ingenjör och vattenverksingenjör vid Västerås stads tekniska verk 1950–1956, byggnadschef i Ängelholms stad 1956, överingenjör på Norrköpings stads gatukontor 1957–1960 och gatuchef i Borås stad/kommun 1960–1980.